# Synaptola pubiventris
Synaptola pubiventris är en skalbaggsart som beskrevs av Jordan 1894. Synaptola pubiventris ingår i släktet Synaptola och familjen långhorningar. Inga underarter finns listade i Catalogue of Life.